# Казе Белведере (Порденоне)
Казе Белведере је насеље у Италији у округу Порденоне, региону Фурланија-Јулијска крајина.
Према процени из 2011. у насељу је живело 38 становника. Насеље се налази на надморској висини од 8 м.